# Richard Deweirdt
Richard Deweirdt (Drongen, 24 november 1904 – aldaar, 27 december 1977) was een Belgisch meubelmaker en architect.

## Biografie
Deweirdt werd geboren in een landbouwersgezin met tien kinderen.
Van 1918 tot 1920 was hij leerling aan het Sint-Amanduscollege te Gent. Hij studeerde van 1920 tot 1923 verder aan de beroepsschool Glorieux te Oostakker, waar hij - met grootste onderscheiding - het diploma van meubelmaker-schrijnwerker behaalde. Tijdens deze opleiding volgde hij ook bouwkundige tekenlessen.
Deweirdt bracht zijn militaire dienst in 1925 door op het tekenbureel van het verweerkorps te Brussel. In datzelfde jaar was hij leerling aan de Academie van Molenbeek.
Na zijn dienstplicht voelde hij zich meer aangetrokken tot het beroep van architect. Hij studeerde dan ook van 1925 tot 1928 voor architect aan de Koninklijke Academie van Schoone Kunsten te Gent, waar hij zijn diploma haalde. Hij werd ingeschreven in het Provinciaal Register onder nummer 127. Tot eind 1931 volgde hij stage bij verschillende architecten, waaronder Frans Meirlé.
In 1932 begon hij voor eigen rekening te werken te Drongen. Hij trouwde met Albertine Van Den Berghe, de zus van Albert Van Den Berghe, directeur van de Gentse meubelfabriek Van Den Berghe –Pauvers.
Hij was vooral actief in Drongen, Gent, Lovendegem, Deinze, Aalter, Nevele, Zomergem en Lochristi, maar ook in Oostende en Koekelberg.

## Architectuur
Sommige van de woningen van architect Richard Deweirdt zijn opgenomen in de Vlaamse en Brusselse inventaris van het bouwkundig erfgoed:
- Burgerhuis, Veerstraat 21, Gent[1];
- Hoekpand, Domien Ingelsstraat 28, Gent[2];
- Woning met bakkerij en oven, Distelstraat 1, Gent[3];
- Villa, Schoolstraat 47, Lochristi[4];
- Coupure, Gent[5];
- Tennisbaanstraat, Gent[6];
- Appartementsgebouw, Pangaertstraat 63, Ganshoren.